# Ichijō (Tennō)

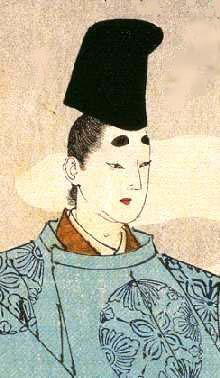
Ichijō, 66. Tennō Japans

Ichijō (jap. 一条天皇, Ichijō-tennō; * 15. Juli 980; † 25. Juli 1011) war der 66. Tennō von Japan. Er regierte vom 23. Juni 986 bis 13. Juni 1011.
Die eigentliche politische Macht lag zu Beginn seines Amtes beim Regenten (Sesshō) aus der Fujiwara-Familie Fujiwara no Kaneie (929–990).
Ichijōs erste Gemahlin (Kōgō) war  Fujiwara no Sadako, deren Hofdame Sei Shonagon die Autorin des Kopfkissenbuches war. Als Fujiwara no Michinaga als Regent an die Macht kam, wollte er  seine Tochter zur Kōgō machen und behauptete, dass die Titel Chūgū (中宮) und Kōgō (皇后) unterschiedlich seien, obwohl beide Synonyme sind. Teishi wurde also der Titel Kōgō gegeben und Fujiwara no Shoshi, die Tochter Michinagas, erhielt den Titel Chūgū.
Shōshi gebar die Tennō Go-Ichijō und Go-Suzaku. Sie galt als weise und verhinderte als Kaiserin oft die Willkür ihrer eigenen Brüder. Sie und ihr Vater Fujiwara no Michinaga versammelte bekannte und gebildete Frauen um sich. Dem Hof gehörten Murasaki Shikibu (die Autorin von Genji Monogatari), Izumi Shiku (Dichterin), Akazome Emon (Autorin des Eiga Monogatari) u. a. an.